# Wi-Fi
Wi-Fi（發音： /ˈwaɪfaɪ/），又稱「無線網路」，是Wi-Fi聯盟的商標，一個基于IEEE 802.11標準的無線局域網技術。「Wi-Fi」常寫作「WiFi」或「Wifi」，但是這些寫法並沒有被Wi-Fi聯盟認可。
Wi-Fi产品经由Wi-Fi联盟的一家独立授权测试实验室进行严格测试，产品成功通过测试后，授予制造商或销售商使用Wi-Fi标志、Wi-Fi CERTIFIED标志和相关商标，Wi-Fi联盟使用术语“Wi-Fi CERTIFIED”来称呼这类通过认证的产品。认证（Certification）意味着产品与在相同频段内运行的其他Wi-Fi CERTIFIED设备具有互操作性。 

## 由來
這個術語經常被誤以為是指無線傳真（Wireless Fidelity），類似歷史悠久的音響設備分類：高傳真（1930年開始採用）或（1950年開始採用）。即便是聯盟本身也經常在新聞稿和文件中使用這個詞，還出現在ITAA的一個論文中。事實上，一詞是沒有任何意義，也沒有全寫的。
1999年，几家富有远见的公司联合起来组成了一个全球性非营利性协会——无线以太网兼容性联盟（Wireless Ethernet Compatibility Alliance, WECA），其目标是使用一种新的无线网络技术，无论品牌如何，都能带来最佳的用户体验。在2000年，该小组采用术语“Wi-Fi”作为其技术工作的专有名称，并宣布了正式名称：Wi-Fi Alliance。 

## 历史
1971年
- 夏威夷大学创建了无线分组数据网络ALOHAnet，该网络以UHF（超高频）无线电波运行。 [7] [8] [9]

1985年
- 联邦通信委员会（FCC）开放了无线频谱的ISM（工业，科学和医学）频段，开放的频段包括：915 MHz，2.4GHz和5.8GHz。 [7] [8] [10]

1988年
- NCR开始基于直接序列扩频的WLAN产品开发。 [8]

1990年
- 成立IEEE 802.11工作组。 [8]
- NCR发布915 MHz的WaveLAN，提供2 Mbps速率。 [8] [10]

1991年
- WLAN标准要求在IEEE 802.11工作组中达成一致。 [8]
- 欧洲研究委员会（ERC）将2.4 GHz ISM频段分配给WLAN使用。 [8]

1993年
- AT＆T发布2.4 GHz的WaveLAN，提供2 Mbps速率。 [8]
- IEEE 802.11从NCR，Symbol Technologies和Xircom的提案中选择了MAC协议的基础。 [8]
- AT＆T在卡内基梅隆大学完成了WaveLAN的首次大规模安装。 [10] [11]

1994年
- 由国家科学基金会资助，卡内基梅隆大学的Alex Hills博士于1993年构思的无线研究计划“Wireless Andrew”开始实施，最初覆盖了校园内的7座建筑物, 后来扩展到了校园中所有的学术和行政大楼。 [10] [11]

1995年
- Wayport首次部署“热点（hotspots）”。 [8]

1997年
- IEEE 802.11标准的第一个版本IEEE 802.11-1997发布，提供最高2 Mbps的链接速度。 [9] [10] [12]

1999年
- 六家技术公司成立了无线以太网兼容性联盟（WECA），致力于通用兼容性和优质用户体验。 [7] [9] [12] [13]

1999年-2000年
- IEEE 802.11的第一个修订版IEEE 802.11-1999于1999年8月10日发布，并成为ISO标准ISO/IEC 8802–11:1999。[8]两个修正案IEEE 802.11a-1999于1999年12月30日正式发布，IEEE 802.11b-1999于2000年1月20日发布。[14]802.11b在2.4GHz频段上提供最高11 Mbps的链接速度，取得了市场成功。802.11a将正交频分复用（OFDM）引入802.11，使用5GHz频段提供最高54 Mbps的速率，但由于工作频段不同，新设备想要利用802.11a提供的高速率又要与庞大的802.11b设备基础保持向后兼容性会增加成本，且在1999年-2000年期间，美国非军事使用的5 GHz频段仅限于部分信道，故而802.11a未能流行开来。 [9] [12]

2000年
- 无线以太网兼容性联盟（WECA）更名Wi-Fi联盟（Wi-Fi Alliance，缩写WFA），并引入术语“Wi-Fi”。第一款Wi-Fi CERTIFIED产品发布。 [7] [13]

2003年
- IEEE 802.11g-2003修正案发布，将正交频分复用（OFDM）应用到2.4GHz频段上，提供最高54 Mbps的速率，并与802.11b保持向后兼容性和互操作性，802.11g在市场上取得了成功。Broadcom在IEEE 802.11g修正案发布之前发布了基于802.11g标准草案的芯片，为后来行业参与者基于标准草案抢先发布产品进入市场的行为开创了先例。 [7] [12]
- 世界无线电大会在5GHz频段为无线接入系统分配了额外的455 MHz频谱。 [7] [8]
- 为应对Wi-Fi网络暴露出来的安全性问题，Wi-Fi联盟基于IEEE 802.11i标准草案推出Wi-Fi Protected Access（WPA）认证作为过渡。 [12] [15]

2004年
- IEEE 802.11i-2004修正案发布，Wi-Fi联盟开启Wi-Fi CERTIFIED WPA2认证以增强Wi-Fi安全性。 [12] [13] [15]
- Wi-Fi联盟基于IEEE 802.11e标准草案推出Wi-Fi CERTIFIED WMM认证，在Wi‑Fi网络中增加了服务质量（QoS）功能。 [12] [16]

2005年
- IEEE 802.11e-2005修正案发布，为802.11带了服务质量（QoS）增强功能，Wi-Fi联盟推出Wi-Fi CERTIFIED WMM-Power Save认证，用以改善移动设备的电池寿命并提高通过Wi-Fi网络传输语音呼叫的效率。 [12] [16]
- “Wi-Fi”被韦氏大学词典（Merriam-Webster's Collegiate Dictionary）收录。 [9] [13]

2007年
- 鉴于2005年至2006年期间市场参与者抢先推出所谓“pre-n”或“draft-n”产品，IEEE采取非常规措施将2007年初形成的IEEE 802.11n草案D2.0公开发布，Wi-Fi联盟基于草案D2.0在2007年6月开启Wi-Fi CERTIFIED 802.11n draft 2.0认证计划，以确保在802.11n标准获批之前发布的产品具有互操作性。 [7] [12] [13] [17] [18]

2009年
- IEEE 802.11n-2009修正案发布，为802.11引入MIMO技术，该技术允许更多的天线创建更多的数据流，最大传输速率可达600 Mbps。 Wi-Fi联盟开启Wi-Fi CERTIFIED n认证计划，更新了Wi-Fi CERTIFIED n标志，以Wi-Fi CERTIFIED标志左边字母的变化表明与802.11 a/b/g产品的向后兼容性。 [9] [12] [13] [18] [19]

2013年
- Wi-Fi CERTIFIED ac认证打破了1G速率障礙。 [9] [13]

2018年
- Wi-Fi联盟引入Wi-Fi 6，Wi-Fi 5和Wi-Fi 4行业命名。 WPA3继续Wi-Fi安全演进。 [13] [15]

2019年
- Wi-Fi CERTIFIED 6开创了Wi-Fi新时代。 [9] [13]

## 世代
| 世代 名稱 | IEEE標準 | IEEE標準 | 最大 速率 (Mbit/s) | 頻率 (GHz) |
| 世代 名稱 | 名稱     | 年份     | 最大 速率 (Mbit/s) | 頻率 (GHz) |
| --------- | -------- | -------- | ------------------ | ---------- |
| Wi-Fi 8   | 802.11bn | 預定2028 | 100,000            | 2.4/5/6    |
| Wi-Fi 7   | 802.11be | 2024     | 1,376- 46,120      | 2.4/5/6    |
| Wi-Fi 6E  | 802.11ax | 2020     | 574- 9,608         | 6          |
| Wi-Fi 6   | 802.11ax | 2019     | 574- 9,608         | 2.4/5      |
| Wi-Fi 5   | 802.11ac | 2014     | 433- 6,933         | 5          |
| Wi-Fi 4   | 802.11n  | 2008     | 72- 600            | 2.4/5      |
| Wi-Fi 3   | 802.11g  | 2003     | 6- 54              | 2.4        |
| Wi-Fi 2   | 802.11a  | 1999     | 6- 54              | 5          |
| Wi-Fi 1   | 802.11b  | 1999     | 1- 11              | 2.4        |
| Wi-Fi 0   | 802.11   | 1997     | 1- 2               | 2.4        |
| 1. 2.     |          |          |                    |            |

Wi-Fi以IEEE 802.11為標準，Wi-Fi聯盟在2018年發起「Generational Wi-Fi」行銷計畫，基於主要的Wi-Fi技術（PHY）版本，引入了更容易讓消費者了解的「Wi-Fi世代名稱」（Wi-Fi generation names），格式為「Wi-Fi」後跟一個整數，並鼓勵採用世代名稱作為行業術語。世代名稱不影響以前的認證程序名稱，對於以前的認證程序（例如Wi-Fi CERTIFIED ac或更早的程序），繼續使用原始認證程序名稱。Wi-Fi聯盟沒有為Wi-Fi 4之前的Wi-Fi世代分配新名稱。   
- 第一代，以IEEE 802.11原始標準為準，工作頻段為2.4GHz，最高速率半雙工2 Mbit/s。 [29]

- 第二代，以IEEE 802.11b為準，工作頻段為2.4GHz，最高速率半雙工11 Mbit/s，認證計畫為“Wi-Fi CERTIFIED b”。 [29]

- 第三代，以IEEE 802.11a為準，工作頻段為5GHz，最高速率54 Mbit/s，認證計畫為“Wi-Fi CERTIFIED a”。基於IEEE_802.11g、2.4GHz工作頻段、最高速率半雙工54 Mbit/s，認證計畫為“Wi-Fi CERTIFIED g”。 [29]

- 第四代，以IEEE 802.11n為準，世代名稱為「Wi-Fi 4」，信道寬度20MHz、40MHz，工作頻段為2.4GHz和5GHz，最高4條空間流，最大副載波調製64-QAM，最高速率半雙工600 Mbit/s，認證計畫為“Wi-Fi CERTIFIED n”。 [29] [30]

- 第五代，以IEEE 802.11ac為準，世代名稱為「Wi-Fi 5」，信道寬度20MHz、40MHz、80MHz、80+ 80MHz、160MHz，工作頻段為5GHz，最高8條空間流，最大副載波調製256-QAM，最高速率半雙工6.9 Gbit/s，認證計畫為“Wi-Fi CERTIFIED ac”。 [29] [31]

- 第六代，以IEEE 802.11ax為準，世代名稱為「Wi-Fi 6」，信道寬度20MHz、40MHz、80MHz、80+ 80MHz、160MHz，工作頻段為2.4GHz和5GHz，最高8條空間流，最大副載波調製1024-QAM，最高速率半雙工[32][33]9.6 Gbit/s，認證計畫為“Wi-Fi CERTIFIED 6”。 [34] [35]

### 與IEEE 802.11區別
Wi-Fi與IEEE 802.11常常被混淆，兩者的區別可以概述為IEEE 802.11是一種無線局域網標準，而Wi-Fi是IEEE 802.11標準的一種實現。IEEE 802.11標準中制定了多個物理層(PHY)規範，產品實現除了Wi-Fi，還有WiGig，WiGig聯盟併入Wi-Fi聯盟後，被定義為Wi-Fi的擴展推出了Wi-Fi CERTIFIED WiGig認證計畫。在這兩類範圍以外還有兩個區別明顯的物理層規範TVHT PHY和S1G PHY，工作在1 GHz以下頻段。市場上有出自於TVHT PHY的「Super Wi-Fi」，工作在電視空白頻段。Wi-Fi聯盟曾就此發表聲明，由於其無法與Wi-Fi設備互操作，不鼓勵使用諸如“Super Wi-Fi”之類易於混淆的名稱，也還沒有工作於電視空白頻段的Wi-Fi技術 。

## 用途

### 網路連接
- 具Wi-Fi功能的設備：如個人電腦，遊戲機，智慧型手機或數位音訊播放器可以從範圍內的無線網絡連接到網路。一個或多個（互聯）存取點–稱之為熱點 - 可以組成一個面積由幾間房間到數平方英里範圍的上網空間，覆蓋的面積大小可能取決於存取點的重疊範圍。Wi-Fi技術已被用於無線網狀網路，例如，在倫敦、英國，除了家裡和辦公室使用外，Wi-Fi無線網絡還可以提供免費使用的公開熱點和各種商業服務。
- 組織和企業：例如機場、飯店、餐廳等經常提供来访者免費熱點，以吸引或協助客戶。商家會依愛好者希望提供服務，有時也為在某些領域推銷企業而提供免費的Wi-Fi站點。目前在中国大陆和台灣，许多大型飯店和商场的内部，都会提供免费Wi-Fi热点供来访者使用互联网，一些城市或区域如北京市海淀区还提供了区域性的政府免费无线网“海淀区免费无线网络”。截至2008年為止，Wi-Fi的（Muni-Fi）的項目已超過300個城市參與。2010年捷克共和國已有1150家Wi-Fi網路服務供應商。
- 路由器，結合了數據機和Wi-Fi存取點，通常設置在家裡房間、飯店客房或其他场所，可以提供互聯網連接以及和互聯網絡的所有設備連接（無線或有線）。但因为家用无线路由器的功率较小，所以其信号覆盖范围、信号强度也較小。隨著MiFi和WiBro（攜帶式Wi-Fi路由器）的出現，可以很容易地建立自己的Wi-Fi熱點，透過電信網路連接到網路。現在，許多移动电话（智能手机）也可充当小型无线路由器，供周围的设备連接互联网。
- 也可以使用ad-hoc模式，不經路由器而是客戶端直接連接到另一個客戶端的Wi-Fi設備。Wi-Fi無線覆蓋範圍，也包含了浴室、廚房和花園等地，使網路無所不在。

### 城市Wi-Fi覆蓋

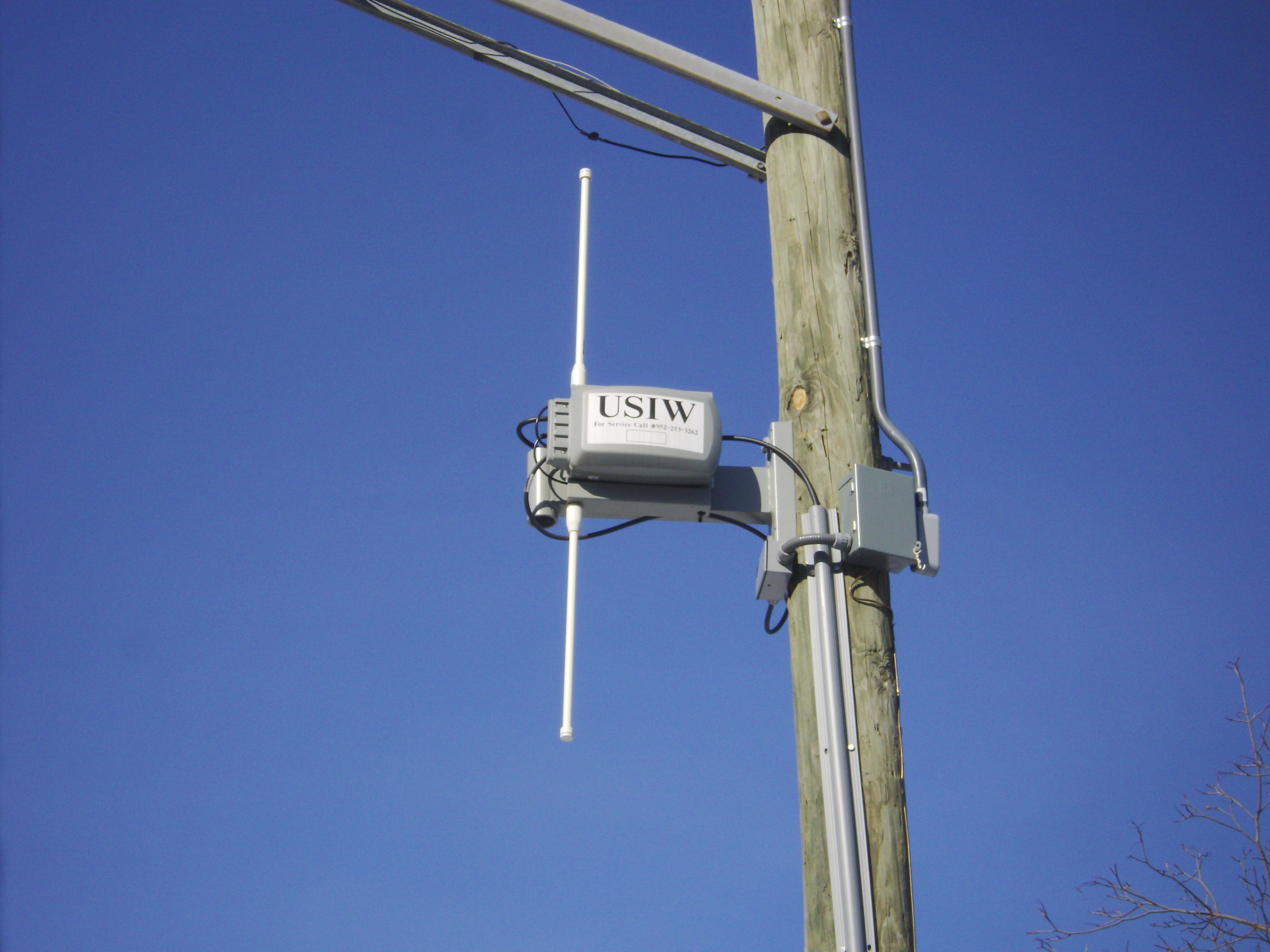
戶外Wi-Fi熱點

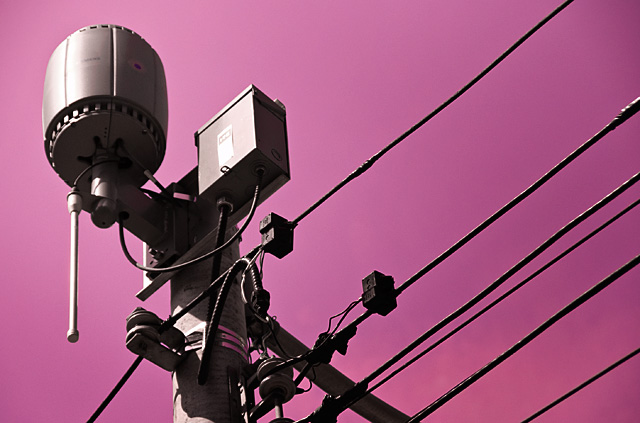
戶外Wi-Fi熱點

21世紀初期，世界各地的許多城市都宣布計劃构建全市Wi-Fi網絡。但這比最初發起人設想的更為困難，結果這些項目大多被取消或無限期擱置。但是有幾個是成功的，例如在2005年，美國加州森尼维尔成為在美國的第一個提供全市免費Wi-Fi的城市。2010年5月，倫敦市長鮑里斯·約翰遜承諾到2012年伦敦Wi-Fi普及，几个自治市镇包括威斯敏斯特和伊斯灵顿已经有了广泛的Wi-Fi覆盖。全球已建和建造中的Wi-Fi城市已經超過500個，其中覆蓋率最高者為台北市，其已達到全市已有4000個無線存取點（AP, Access Point）未來將至10,000個，覆蓋率達到90%，全球主要的大都市的重要公共場所多已有Wi-Fi技術，如上海、台北、香港、新加坡、漢堡、巴黎、華盛頓、伦敦、纽约等。

### 校園Wi-Fi覆蓋
卡內基美隆大學於1994年在其匹茲堡校區建立世界上第一個無線網絡，比起源於1999年的Wi-Fi品牌還要早。2000年，費城德雷克塞爾大學創造了歷史，成為美國第一個提供全校園無線網路覆蓋的主要大學。現在大多數校園已設置無線網路。
在臺灣的许多大学图书馆、教室、公共空間等地，也设有免费Wi-Fi热点，提供学生使用。
在中国大陆，各大高等院校以及许多中学校园内覆盖有免费或收费的教育网校园Wi-Fi，以及电信营运商架设的收费校园热点（中国电信：ChinaNet，中国移动：CMCC，中国联通：ChinaUnicom）。
在澳門，各大專院校各自提供該校專門的Wi-Fi供學生使用，多數需要以學生個人編號和密碼來登入。
另外，全世界许多科研和教育机构都提供教育网漫游服务eduroam，加入该联盟的机构成员可使用本机构的账号，在各联盟单位内实现无线网络访问的无障碍漫游。

### 電腦對電腦直接通訊
Wi-Fi無線通信也可以不需通過存取點，直接從一台電腦傳出到另一台。這就是所謂Ad-hoc模式的Wi-Fi傳輸。這種無線ad-hoc網絡模式受到掌上遊戲機（如任天堂的3DS游戏机）、數位相機和其它消費性電子設備的歡迎。Wi-Fi聯盟推動一個新的安全方法規範，稱為Wi-Fi Direct，直接進行文件傳輸和媒體共享。

## 優勢和挑戰

### 商業優勢
Wi-Fi部署區網（LAN）可讓客戶端設備無需使用電線，降低網絡部署和擴充的成本。許多空間不能架設電纜，如戶外區和歷史建築，可運用無線區網來改善。
現在大多數筆記型電腦製造商已經內建無線網路裝置。Wi-Fi的價位持續下跌，使之漸漸普及，已成為企業普遍的基礎設施。
根據Wi-Fi聯盟指定，“Wi-Fi認證”是向後相容的。它指定一套全球統一標準：不同於行動電話，任何Wi – Fi標準設備將在世界上任何地方正確執行。
Wi-Fi已在22萬個以上公開熱點和幾千萬戶家庭、公司及世界各地的大學校園中使用。2010年，Wi-Fi保護訪問加密(WPA2)被認定安全，能讓用戶使用強大的密碼。新協議的Wi-Fi Multimedia（WMM）說明Wi-Fi更適合於延遲敏感型應用（如語音和視頻），此外，WMM的省電機制能提高電池效率。

### 限制
Wi-Fi在全球各地的頻率分配和操作限制並不相同。台灣、美國所用的標準在2.4 GHz頻帶有11個頻道，而在歐洲大部份地區有另外的2個頻道，即13個頻道（1-11 v.s 1-13），日本還要追加一個（1-14）。這造成混亂現象：一個Wi-Fi信號在2.4 GHz頻段實際上佔用五個頻道，兩個頻道編號之差大於5的頻道，如2和7，不會發生頻道重疊，因此在美國只有3個非重疊頻道：1、6、11。在歐洲有三個或四個非重疊頻道：1、6、13或1、5、9、13。Effective Isotropic Radiated Power（EIRP）在歐盟被限制為20 dBm的（100mW）。

### 傳遞的距離

传输速度和移动性：Wi-Fi, HSPA、UMTS、GSM

Wi-Fi網絡範圍有限。一個使用802.11b或802.11g的典型無線路由器和天線，802.11n可到達超過這個範圍兩倍的距離，範圍隨頻率的波段調整。Wi-Fi在2.4 GHz的頻率傳遞範圍和距離比5 GHz的頻率稍微好些，由於高頻譜(GHz)的關係。越高的頻譜傳送範圍較小，速度較快。越低的頻譜傳送範圍較遠，速度較慢。
通過使用定向天線，室外覆蓋範圍可提高數公里或以上。在一般情況下一個Wi-Fi設備的最高功率傳輸是受限於地方法規，如美國FCC第15條。
為達到無線區網的應用要求，和其他裝置相比Wi-Fi顯得相當耗電。其他技術如藍牙（可支持無線PAN應用）提供了一個較小的傳播範圍（小於十公尺），因此耗電量較低。其他低耗電技術，如ZigBee的有相當長的範圍，但傳輸速率卻很低。Wi-Fi的高耗電特性使得電池壽命的問題漸受重視。
研究人員已經開發出“不須新線”的技術，試圖彌補Wi-Fi室內範圍不足的問題。安裝新的電線（如cat-5）不具成本效益，ITU-T G.hn標準的高速區域網絡使用現有的家庭線路（同軸電纜，電話線和電源線）來達成。雖然G.hn不具備一些Wi-Fi優勢（如可移動性或戶外使用），它的設計應用（如IPTV分配）仍在室內範圍發揮功能。
典型Wi-Fi的頻率由於電波傳播的複雜性，特別是樹和建築物影響信號的反射，只能大約測出Wi-Fi有關地區的發射器的信號強度。但這不包括遠距離Wi-Fi，因為遠距離Wi-Fi是使用塔台或高建築頂上的天線所架設的。
基本上，Wi-Fi的實際應用範圍非常有限，例如；倉庫中或零售空間的盤點機、結帳條碼閱讀器、收發台。市面上的無線路由器最低覆蓋率可達80平方公尺，蘋果公司的AirPort技術更可達100-140平方公尺。

## 技术简述

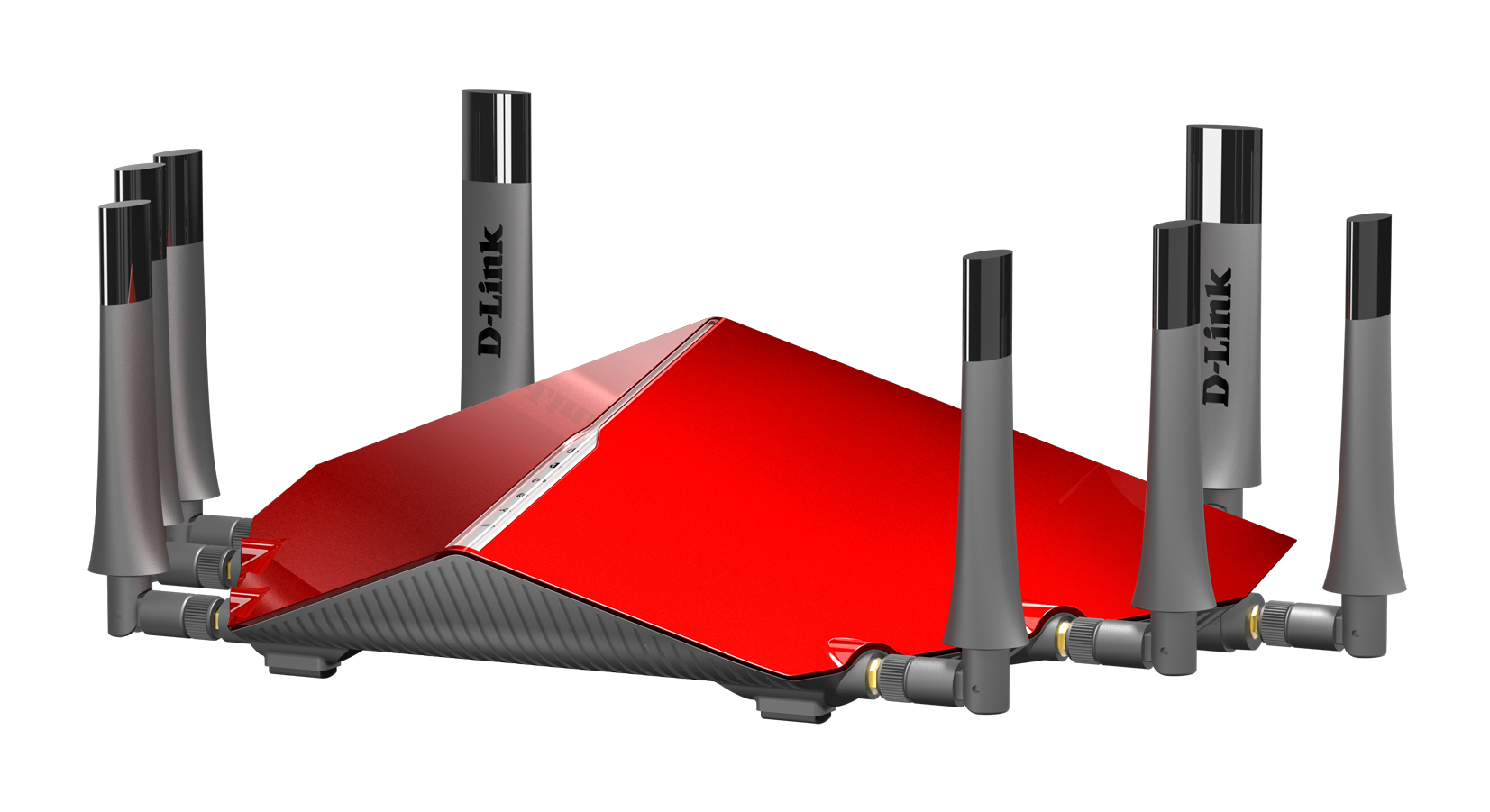
一個无线路由器

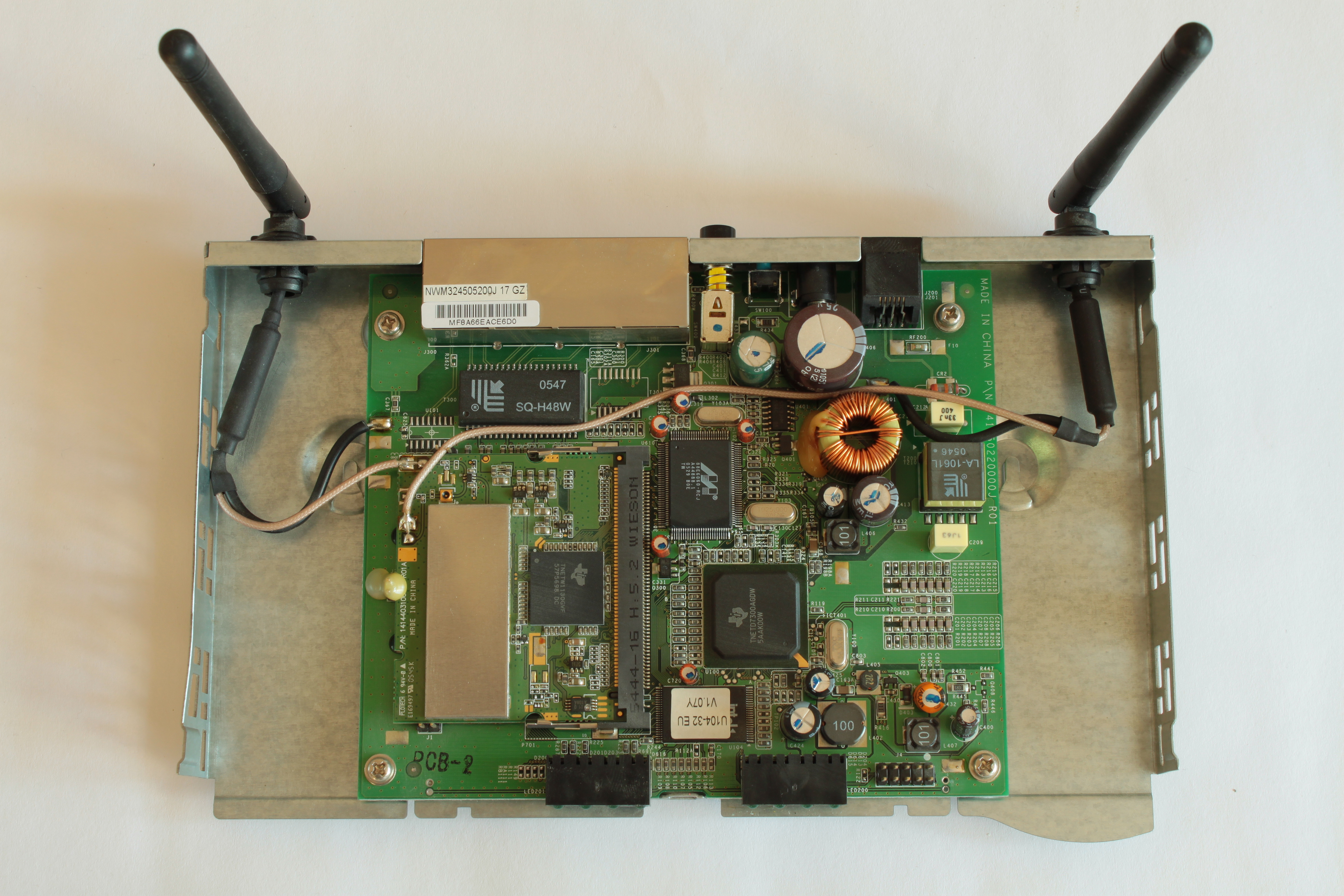
无线路由器內部

### 网络成员和结构
- 站点（Station），网络最基本的组成部分。
- 基本服务单元（Basic Service Set，BSS）。网络最基本的服务单元。最简单的服务单元可以只由两个站点组成。站点可动态連结（associate）到基本服务单元中。
- 分配系统（Distribution System，DS）。分配系统用于连結不同的基本服务单元。邏輯上，分配系统使用的媒介（Medium）和基本服务单元使用的媒介完全不同，尽管物理上它们可能会是同一个媒介，例如同一个无线频段。
- 接入点（Access Point，AP）。接入点即有普通站点的身份，又有連接到分配系统的功能。
- 扩展服务单元（Extended Service Set，ESS）。由分配系统和基本服务单元组合而成。这种组合是逻辑上，并非物理上。不同的基本服务单元物有可能在地理位置相去甚远。分配系统也可以使用各种各样的技术。
- 关口（Portal）。也是一个逻辑成分，用于将无线局域网和有线局域网或其它网络联系起来。

这裡有3种媒介，站点使用的无线媒介，分配系统使用的媒介，以及和无线局域网集成一起的其它局域网使用的媒介。物理上它们可能互相重叠。IEEE 802.11只负责在站点使用的无线的媒介上的寻址（Addressing）。分配系统和其它局域网的寻址不属无线局域网的范围。
IEEE802.11没有具体定义分配系统，只是定义了分配系统应该提供的服务（Service）。整个无线局域网定义了9种服务：
- 5种服务属於分配系统的任务，分别为，連接（Association）、结束連接（Diassociation）、分配（Distribution）、集成（Integration）、再連接（Reassociation）。

- 4种服务属於站点的任务，分别为，鉴权（Authentication）、结束鉴权（Deauthentication）、隐私（Privacy）、MAC数据传输（MSDU delivery）。

## 運作原理
Wi-Fi的設置至少需要一個存取點（Access Point，AP）和一個或一個以上的客戶端使用者（client）。無線AP每100ms都會將SSID（Service Set Identifier）經由beacons（信號台）封包廣播一次，beacons封包的傳輸速率是1 Mbit/s，並且長度相當的短，所以這個廣播動作对網路效能的影響不大。因此Wi-Fi規定其最低傳輸速率為1 Mbit/s，以確保所有的Wi-Fi client端都能收到這個SSID廣播封包，client可以藉此決定是否要和這一個SSID的AP連線。使用者可以設定要連線到哪一個SSID。Wi-Fi系統開放對客戶端的連接並支援漫遊，這就是Wi-Fi的好處。但亦意味着，一个无线适配器有可能在性能上优于其他的适配器。由于Wi-Fi通过空气传送信号，所以和非交换以太网路有相同的特点。
近两年，出现一种Wi-Fi over cable的新方案。此方案属于EOC（ethernet over cable）中的一种技术。通过将2.4G Wi-Fi射频降频后在cable中传输。此种方案已经在中国小范围内測试商用。

## 读音争议
2012年11月6日，《山东商报》引用山东外事职业大学商务英语教研室主任温颜的说法称：“Wi-Fi的发音从语法角度来说，应该为‘微费’，因为“这个词是由‘wireless’（无线电）和‘fidelity’（保真度）这两个英语单词组成，但是发音又不能按照这个词的发音来，因为‘Wi-Fi’是一个合成词，应该按照一个单词的语法来发音。这个词中有两个元音字母‘i’，所以应该发短音，故从语法角度讲，发音应是‘微费’”。然而，該論述的前設有誤，Wi-Fi这个词並非由‘wireless’和‘fidelity’这两个英语单词组成，所以該論述在邏輯上不成立。
这种说法一时在中国大陆网络上引起了很大争议，有网友引用牛津字典中的/ˈwaɪ faɪ/音标和美剧《生活大爆炸》的相关片段来质疑。但也有网友称法国小罗伯特词典（Le Petit Robert）中Wi-Fi一词法语发音的音标是/wifi/，发音接近汉语的“微费”。